# ダビドサナエ
ダビドサナエ（ダビド早苗、学名：Davidius nanus）は サナエトンボ科のトンボの一種で日本特産種。春にあらわれるサナエトンボの中では、比較的普通に見られる種。和名のダビドはフランス人の生物学者の名前に由来するもので、その功績に献呈された。

## 形態
成虫は体長42 - 49 mm程度でサナエトンボ科の中ではやや小型の部類に入る。胸部側面にはっきりとした黒い筋が2本入る。幼虫は幅広・扁平で典型的なサナエトンボ型の体型をしている。

## 生態
成虫は4月下旬頃から羽化が始まり、7月上旬頃まで見られる。羽化後は水域近くの林縁などで摂食活動を行う。未熟期は複眼が薄い緑色であるが、成熟するとこくのある緑色に変わる。
成熟個体は、小規模で水質のきれいな河川の上流域から中流域にかけて、流れの近くの葉の上などによく静止している。雄は流域の石の上などで縄張りを形成し、雌を見つけるとすぐに交尾する。産卵は雌が単独で、空中をホバリングしながら卵を落下させる方法で行われる。
幼虫は落ち葉や砂泥などに棲んで他の水生昆虫などを捕食し、成虫になるまでに2年を要する。

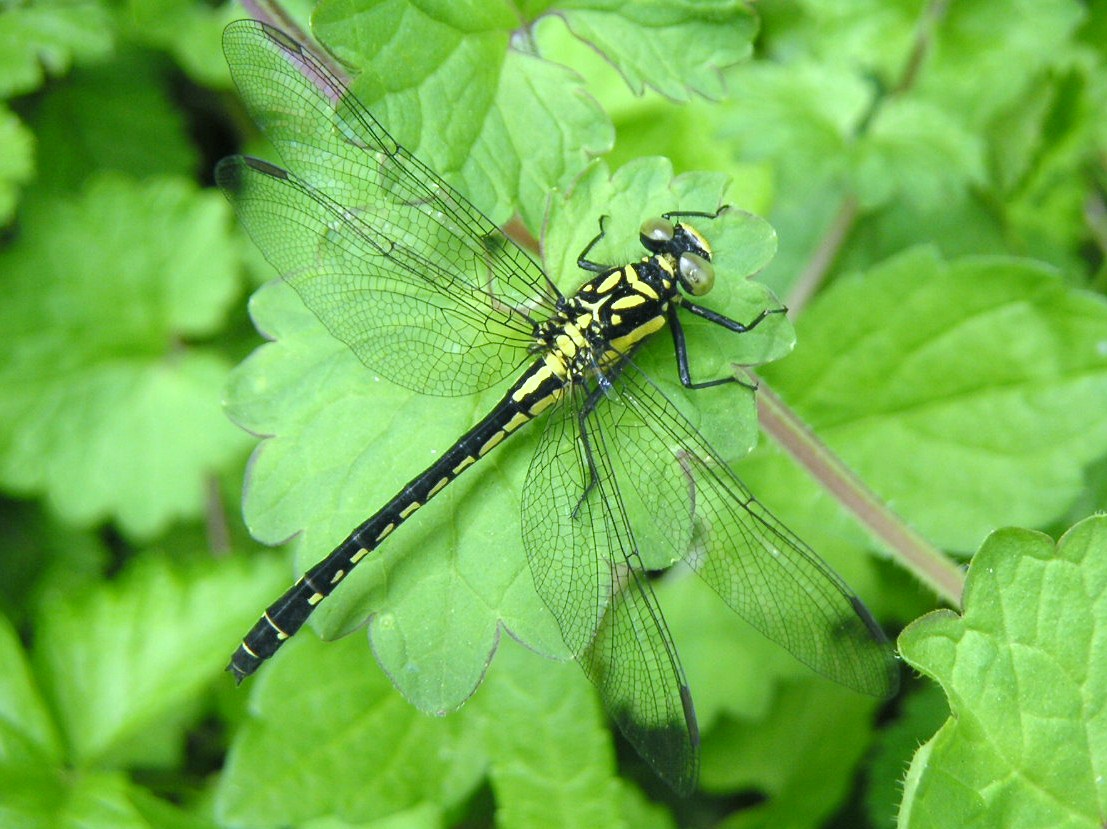
未熟雌